# 泰拉·汶素
泰拉·汶素（1993年1月11日—），泰国男子举重运动员，2014年世界大学生举重锦标赛男子69公斤级银牌得主、2017年东南亚运动会男子69公斤级银牌得主、2017年世界举重锦标赛男子69公斤级银牌得主。